# 맘보바지
맘보바지(mambo pants)는 통을 좁게 하여 다리에 꼭 끼게 만든 바지이다. 1950년대 말에 유행하였다. 이 바지는 영화 《사브리나》에서 오드리 햅번이 입은 뒤 선풍적인 인기를 얻어, 보통 사브리나 팬츠라고 부른다. 참고로 맘보바지는 대한민국에서 부르는 이름이다.